# Kempelen Béla
Kempeleni és kismagyari Kempelen Béla (Budapest, 1874. június 21. – Budapest, 1952. augusztus 27.) családtörténetíró, heraldikus, genealógus, újságíró.

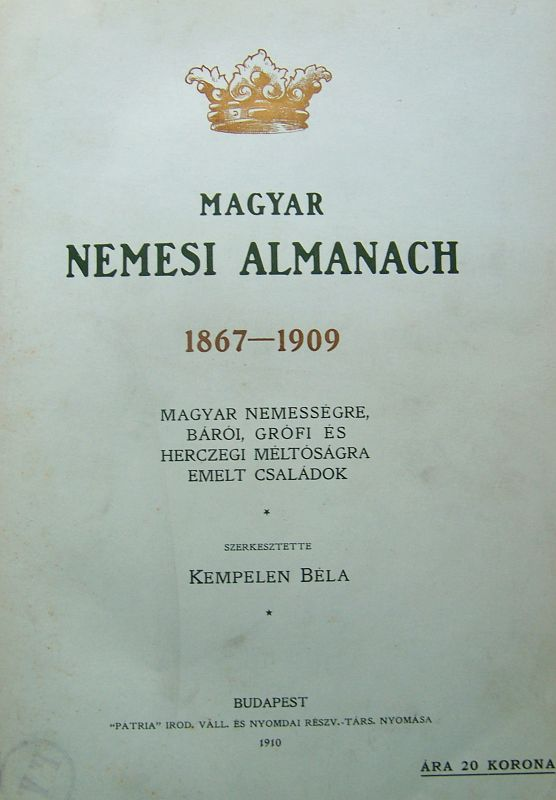
A magyar nemesi almanach címlapja

## Életpályája
Édesapja kismagyari Kempelen Géza (1844–1902), királyi tanácsos, pénzügyi titkár, édesanyja bernátfalvi és földvári Földváry Adeline (1849–1877). Apai nagyszülei az Egerben lakó kismagyari Kempelen Radó (1814–1892), királyi pénzügyi tanácsos, és Brudermann Ágosta (1819–1890) voltak. Anyai nagyszülei bernátfalvi és földvári Földváry János (1811–1884), Heves megyei főispáni helytartó, és bernátfalvi és földvári Földváry Róza voltak. Dédapja Kempelen Károly (1771–1822), aki fogalmazó volt az udvari kamaránál, és fia volt a híres Kempelen Farkas tudósnak.
Budapesten jogot végzett és 1906-ig a közigazgatásban dolgozott. 1897-től szolgabíró volt Zsadányban, 1902 és 1906 között Göncön. 1902-től újságíróként is működött. Megvált a hivatalától, címertannal és családtörténettel foglalkozott. Ő volt a nagykanizsai Zalai Közlöny felelős szerkesztője 1924 és 1926 között, majd az Országos Társadalombiztosító Intézetnél (OTI) dolgozott 1927-től 1934 szeptemberéig. Írásai számos napilapban és irodalmi vagy szakmai hetilapban láttak napvilágot. Családtörténeti és címertani művei forrásértékűek.
Magyar nemes családok című művében Nagy Iván hiányait akarta pótolni, de nem javította ki a hibáit, csak a családok számát növelte. 120 ezer nemesi családról akart írni, ebből mintegy 40 ezer sikerült. Többnyire közli a nemességszerzés időpontját és a nemeslevél lelőhelyét. Messze felülmúlta a Nagy Ivánnál szereplő 10-12 ezer családot, de tudományos igényesség tekintetében messze elmarad tőle.

## Művei
- A nemesség. Útmutató az összes nemességi ügyekben. Genealógiai és heraldikai kézikönyv (Budapest, 1907)
  - reprint kiadás: Nemzeti Örökség kiadó, Budapest, 2012
- Magyar nemesi almanach. Az 1867–1909-ben magyar nemességre, bárói, grófi, hercegi méltóságra emelt családok (Bp., 1910)
- Magyar nemes családok (I-XI. kötet, Bp., 1911-1932) 
  - reprint kiadás: Nemzeti Örökség kiadó, Budapest, 2011–2017
- A magyar nemes családok címerei (I., Bp., 1914)
- Csonka-Magyarország compass-szerű helységnévtára (Bp., 1922)
- Magyar Nemesi Évkönyv I. (Bp., 1923)
- Nagykanizsa r. t. város címtára (Nagykanizsa, 1926)
- Magyar nemesi családkönyv. Budapest, 1927
- Magyar főrangú családok (Bp., 1931)
  - reprint kiadás: Nemzeti Örökség kiadó, Budapest, 2015
- Magyar zsidó és zsidóeredetű családok (I-III., Bp., 1937-1939)
  - reprint kiadás: Makkabi Kiadó, Vác, 1999
- Családkönyv. I. Nemes családok, polgárcsaládok (Bp., 1940)
  - reprint kiadás: Nemzeti Örökség kiadó, Budapest, 2020, ISBN 9786156189165